# San Francesco di Paola ai Monti (diaconia)
San Francesco di Paola ai Monti (In latino: Diaconia Sancti Francisci a Paula ad montes) è una diaconia istituita da papa Paolo VI il 7 giugno 1967 con la costituzione apostolica Decessores nostri.
La diaconia insiste sulla chiesa di San Francesco di Paola nel rione Monti di Roma.

## Titolari
- Alexandre-Charles-Albert-Joseph Renard, titolo pro illa vice (26 giugno 1967 - 24 maggio 1976 nominato cardinale presbitero della Santissima Trinità al Monte Pincio)
- Joseph Marie Trịnh Như Khuê, titolo pro illa vice (24 maggio 1976 - 27 novembre 1978 deceduto)
- Pietro Pavan (25 maggio 1985 - 26 dicembre 1994 deceduto)
- Renato Raffaele Martino (21 ottobre 2003 - 28 ottobre 2024 deceduto)